# Marquesado del Albaicín
El marquesado de Albaicín es un título nobiliario español creado por el rey Alfonso XIII en favor de Cristóbal Pérez del Pulgar y Ramírez de Arellano, teniente coronel de caballería y diputado a Cortes, el 26 de mayo de 1911 por real decreto y el 16 de agosto del mismo año mediante real despacho.

## Marqueses de Albaicín
|                           | Titular                                              | Periodo                   |
| Creación por Alfonso XIII | Creación por Alfonso XIII                            | Creación por Alfonso XIII |
| ------------------------- | ---------------------------------------------------- | ------------------------- |
| I                         | Cristóbal Pérez del Pulgar y Ramírez de Arellano     | 1911-1954                 |
| II                        | Cristóbal Ignacio Pérez del Pulgar y Alba            | 1956-1995                 |
| III                       | María del Pilar Pérez del Pulgar y Morenés           | 1996-2019                 |
| IV                        | María del Amor Hermoso de Borbón y Escrivá de Romaní | 2024-actual titular       |

## Historia de los marqueses del Albaicín
La lista de los marqueses de Albaicín es la que sigue:
- Cristóbal Pérez del Pulgar y Ramírez de Arellano (1882-1954), i marqués de Albaicín.

Se casó con Felisa Alba y Bonifaz, hija de César Alba García Oyuelos y Obdulia Bonifaz Ruiz-Zorrilla. El 3 de febrero de 1956 le sucedió su hijo:
- Cristóbal Ignacio Pérez del Pulgar y Alba (Valladolid, 23 de septiembre de 1907-5 de diciembre de 1995), ii marqués de Albaicín.[2]

Se casó con en 1932 con María del Carmen Morenés y García-Sancho (1908-1981), xvii marquesa de Montealegre y grande de España. El 6 de septiembre de 1996, por carta de sucesión emitida tras orden del 28 de junio, le sucedió su hija:
- María del Pilar Pérez del Pulgar y Morenés (1934-Madrid, 29 de mayo de 2019[4]), iii marquesa de Albaicín.[5]

Soltera y sin descendencia. Aunque su sobrino Hernán Pérez del Pulgar y Cifuentes solicitó la sucesión, por mejor derecho le sucedió:
- María del Amor Hermoso de Borbón y Escrivá de Romaní (n. 1994), iv marquesa de Albaicín.[7]

Hija de Alfonso de Borbón y Sanchiz y, por tanto, tataranieta del primer marqués por medio de la hija mayor de este, María de las Angustias Pérez del Pulgar y Alba, xiii marquesa de Santa Fe de Guardiola. Casó con José María Valdenebro del Rey, maestre de la Real Maestranza de Caballería de Sevilla.